# Церква святого архістратига Михаїла (Кам'янки)
Церква святого архістратига Михаїла в Кам'янках — однойменна парафія греко-католицької та православної громад у селі Кам'янки Тернопільського району Тернопільської області.
Православна церква 1846 року побудови оголошена пам'яткою архітектури місцевого значення.

## Історія церкви
До 1946 року більшість громади належала до УГКЦ, хоча існували також громади римо-католиків, протестантів та юдеїв. Храм, яким тепер користуються вірні ПЦУ, збудувала греко-католицька громада у 1846 році. У період 1946–1990 років парафія і храм належали до РПЦ. У 1990 році громада розділилася на дві конфесії: ПЦУ та УГКЦ. Вірні УГКЦ моляться в каплиці, яку збудували за власні кошти. Її освятив у 2000 році владика Михаїл Сабрига.
Єпископські візитації парафії здійснили: у 2000 році — владика Михаїл Сабрига, а у 2011 році — владика Василій Семенюк.
При парафії діють: братство «Апостольство молитви» та Вівтарна дружина.
У селі знаходяться три фігури парафіяльного значення. У власності парафії є каплиця та територія, виділена під майбутню церкву.

## Парохи
- о. Михайло Гачковський (1832—1841),
- о. Йосиф Грицай (1910—1913),
- о. Семен Отецько (1913—1923),
- о. Онуфрій Чубатий (1923—1925),
- о. Євстахій Цурковський (1925—1944),
- о. Чорнобай (1944—1952),
- о. Григорій Єднорович (1990—1994),
- о. Богдан Боднар (1994—2006),
- о. Михайло Полівчук (2006—2013),
- о. Володимир Фурман (з серпня 2013).